# Stepnói (Liápinskoye, Novokubansk, Krasnodar)
Stepnói (del ruso: Степной) es un posiólok del raión de Novokubansk, en el krai de Krasnodar de Rusia. Está situado en las llanuras de la orilla derecha del río Kubán, junto a la frontera del krai de Stávropol, 16 km al nordeste de Novokubansk y 176 km al este de Krasnodar. Tenía 6 habitantes en 2010.
Pertenece al municipio Liápinskoye.